# 물리주의
물리주의(物理主義, 영어: Physicalism)는 모든 것은 물리적이라고 여기는 철학 상의 입장이다. 의자와 책상이나, 돌멩이 같이 일반적으로 물리적 대상으로 여겨지는 것뿐만이 아니라, 가치, 의미, 지식, 마음 등 일반적으로 그다지 물리적이라고는 생각되지 않을 것까지 포함하여, 모든 사물에 대하여, 그것은 물리적이다, 라고 여기는 것이 물리주의이다. 세계는 심적인 것으로 이루어져 있다고 여기는 관념론이나, 세계는 심적인 것과 물적인 것 두 종류로 이루어져 있다고 여기는 이원론 따위와 대립한다.
유물론(영어: Materialism)과 유사한 점은 많지만, (물리학에의 환원과 같이) 그 주장내용은 반드시 동일하지는 않다. 논리실증주의자들은 여러 개별과학(의 명제)는 물리학으로 환원가능하다는 형태로 물리주의를 논했다. 물리주의라는 말은 오토 노이라트가 처음으로 정의했다.

## 개설
물리주의의 입장은 「모든 것은 물리적이다」(Everything is physical)라는 표어로 대표된다. 이 표어 속에 나타나는 두 가지 단어 「모든 것」과 「물리적」, 이 두 점에 대하여 어떠한 사고방식을 취하는지에 따라 물리주의에는 다양한 바리에이션이 생겨난다.

## 의론

### 심리철학
이 문단에서는 심리철학 영역에서 물리주의의 주장에 대하여 개설한다.
심리철학에서 20세기 초두에 우선 「마음은 물리적인가」라는 문제가 논의되었다. 물리주의적인 입장에서 실체이원론적인 사고가 비판받았고, 데카르트적인 마음에 대한 사고가 「기계 속 유령」이라는 형태로 비판을 받았다.
20세기 중반에 지향성의 문제가 논의되었다. 「지향성을 물리주의적으로 다룰 수 있는가」라는 문제가 논의되었다.
20세기 말에는 심리철학 분야의 주요한 쟁점이 「의식」으로 옮겨졌다. 콜린 맥긴의 신신비주의(新神秘主義)나 데이비드 차머스의 자연주의적 이원론 등, 세계의 모든 것이 법칙을 따르는 자연적인 것이라고 주장하며 물리주의를 공격하는 타입의 이원론이 나타나기 시작했다. 즉, 세계의 모든 것이 법칙을 따르는 자연적인 것이라는 점에서 물리주의와 궤를 같이하면서, 현재의 물리학의 테두리 안에서는 현상의식이나 감각질 문제는 다루지 않는다는 형태로 물리주의와 대립하는 이원론이 나타나기 시작했다. 이러한 대립도식 가운데, 예로부터 물리주의라고 불려온 입장은 단순히 유물론의 의미밖에 가지지 않는다. 그렇기 때문에 일본어권 번역서를 통해 들어온 어휘로는 physicalism의 입장을 물적 일원론(일본어: 物的一元論)으로 표현하는 일도 있으며, 갈렌 스트로슨과 같이 현대의 물리주의는 물리주의라기보다 물리학주의(physicSalism)라고 불리는 편이 적절하다, 라고 주장하는 예도 보인다.
물리적(physical)인 것은 무엇인가, 이 정의에 따라 물리주의의 입장이 어떠한 것인지 정해지지만, 이 점이 확실하게 정의된 적은 거의 없다. 정의하기 나름으로 물리주의는 꽤나 넓은 범위의 입장을 포용할 수 있다. 이를테면 극단적인 예로써, 갈렌 스트로슨(일반적으로 성질 이원론 또는 중립 일원론으로 분류된다) 처럼, 범심론(汎心論)을 제창함과 동시에 자신의 입장을 물리주의라고 형용할 수도 있다.
일반적으로는 현재의 이론물리학 속에 나오는 것의 실재만을 인정하는 입장이 물리주의인 것으로 알아두면 대체로 틀림이 없다.
즉, 현대의 심리철학의 문맥으로 말하자면, 의식의 문제(의식의 난제)에 관하여 존재론적으로 보수적인 형태로 해결을 노리는 입장이 물리주의이다.
- 행동주의
- 동일설
- 기능주의

물리주의에 대한 비판은 오로지 현상적 의식, 주관적 체험, 감각질 따위로 불리는 의식의 주관적 측면에 대하여, 물리주의의 범위 안에서 제대로 다룰 수 없는 것은 아닌가라는 점에 집중한다.
이러한 의론의 예로는 다음과 같은 것이 존재한다.
- 박쥐가 된다는 것은 무엇인가
- 지식 논변(메리의 방)
- 좀비 논변

지식논법은 1982년에 프랑크 잭슨이 제창한 논법으로, 이 세계에 관하여 모든 물리적인 지식을 얻었다고 해도, 아직 모르는 일이 남을 수밖에 없으므로, 물리주의는 오류라는 논증.
좀비 논법은 1996년에 데이비드 차머스가 제창한 논법으로, 물리적인 측면에 관하여 완전히 동일하지만, 현상적인 의식이 결여된 세계를 상상할 수 있으므로, 현상적 의식은 물리적인 것에 논리적으로 부수하고 있는 셈이 아닌 것이 되기에, 물리주의는 잘못되었다라는 논증.

## 관련 문헌
- 하종호 「물리주의의 독단과 오류」(PDF) 한국철학회 Vol. 71 (2002) , No. 151-170

## 같이 보기
- 오토 노이라트
- 부수성
- 유물론
- 일원론
- 과학적 실재론